# Anacithara osumiensis
Anacithara osumiensis is een slakkensoort uit de familie van de Horaiclavidae. De wetenschappelijke naam van de soort is voor het eerst geldig gepubliceerd in 1913 door G.B. Sowerby III.